# Молдовський блок
Молдовський блок — більшість в першому парламенті Бессарабії, Сфатул Церій. До його складу входили переважно молдавські депутати, делеговані Молдавським військовим конгресом[A], та іншими різними політичними групами чи партіями (Національною молдовською партією, частиною делегатів Губернської ради селян, інших громадських, культурних та професійних організацій), який виступав за політичне та національне визволення Бессарабії.
Члени молдавського блоку на чолі з міністром закордонних справ Іоном Пеліваном мали прорумунську позицію.
Фракція, серед якої було 75-80 депутатів із 156 членів Сфатул Церій, відіграла вирішальну роль у процесі голосування за автономію, незалежність, а згодом і унію з Королівством Румунія.
Спосіб дій Блоку був унітарним. Керівником фракції в Раді країни був депутат Василь Циєвський.